# استان الشلف
| استان الشلف       | استان الشلف        |
| ----------------- | ------------------ |
|                   |                    |
|                   |                    |
| کشور              | الجزایر            |
| مساحت             | ۴,۹۷۵ کیلومتر مربع |
| جمعیت             |                    |
| جمعیت             | ۱,۰۱٣,۷۱۸          |
| تراکم جمعیت       | ۲۰۳.۸/کیلومتر مربع |
| شمارگان           |                    |
| شمارهٔ استان       | ۲                  |
| پیش‌شمارهٔ تلفنی    | ۰۲۷                |
| تعداد فرمانداری‌ها | ۱۳                 |
| تعداد شهرستان‌ها   | ۳۵                 |
| کد پستی           |                    |

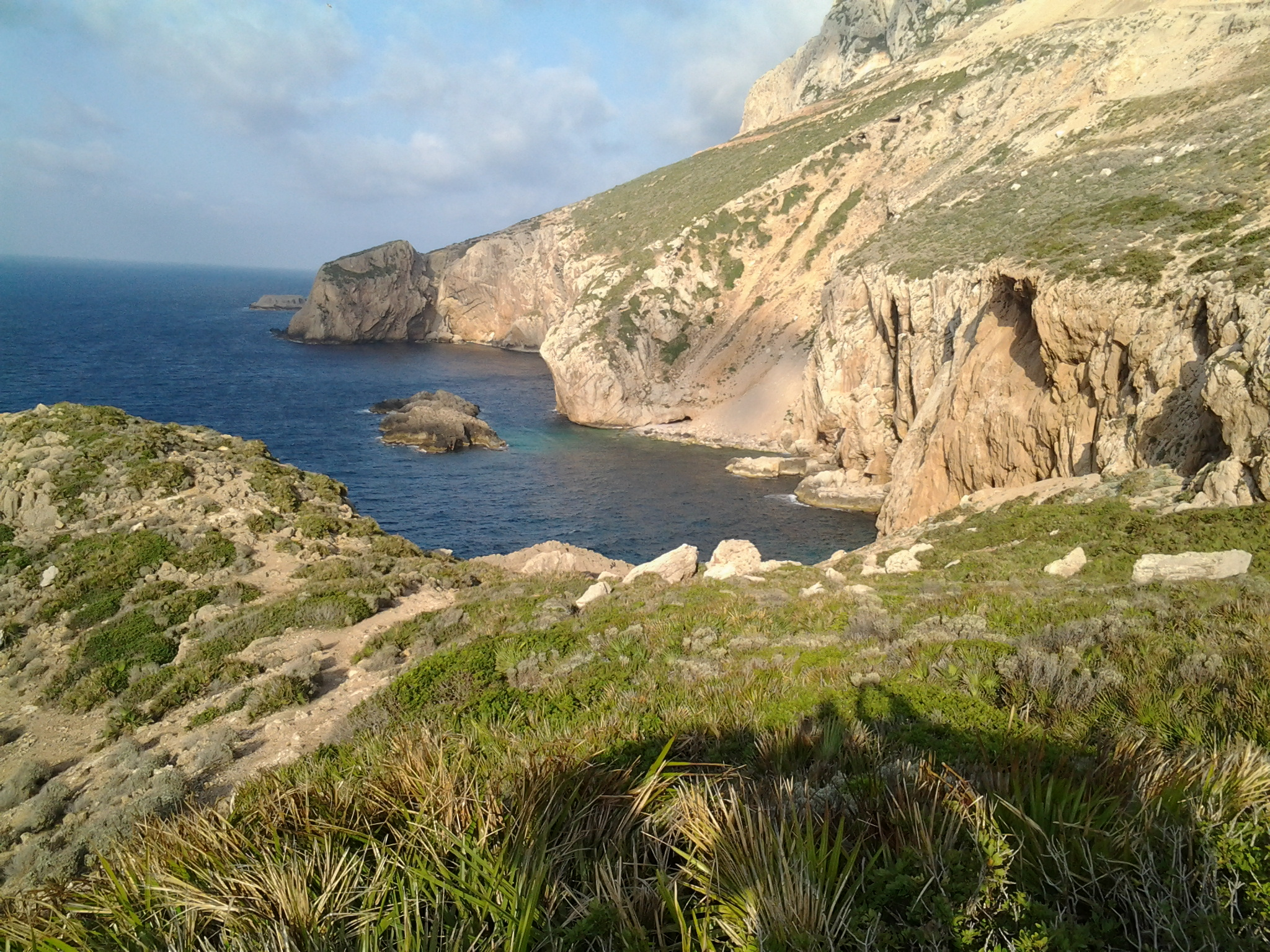
تصویری از شهر الشلف واقع در الجزایر

الشلف نام استان دوم کشور الجزایر است.

## شهرستان ها
نام شهرستان‌های این استان عبارت‌اند از:
| - الشلف (مرکز استان وناحیه) - سنجاس - أم الذروع - وادی فضه - بنی راشد - اولاد عباس | - کریمیه - حرشون - بنی بوعتاب - زبوجه - بنایریه - بوزغایه | - اولاد فارس - ابیض مجاجه - شطیه - بوقادیر - وادی سلی - صبحه | - تنس - سیدی عکاشه - سیدی عبدالرحمان - ابوالحسن - تلعصه - تاجنه | - اولاد بن عبدالقادر - حجاج - تاوقریت - ظهره - سیدی عبد الرحمن |